# Дубрава (Карачевский район)
Дубрава — деревня в Карачевском районе Брянской области, в составе Вельяминовского сельского поселения. 
 Расположена в 1 км к северу от села Вельяминова. Население — 72 человека (2010).

## История
Возникла в 1920-е годы (первоначально — посёлок); входила в состав Вельяминовской волости Карачевского уезда, с 1929 в Карачевском районе (Вельяминовский сельсовет, с 2005 — сельское поселение).
В 1964 году присоединены соседние посёлки Носов Ложок и Ерженский и присвоен статус деревни.

## Население
| Годы      | 1926 | 1979 | 1989 | 2002 | 2010 |
| --------- | ---- | ---- | ---- | ---- | ---- |
| Население | 53   | 204  | 136  | 79   | 72   |